# 符林国
符林国（1964年—），贵州印江人，中国人民解放军少将。
原任中央军委委员总后勤部部长廖锡龙秘书。2010年7月晋升少将，后任解放军总后勤部司令部副参谋长。因涉嫌违法犯罪，2014年5月军事检察机关对其立案侦查。